# Віктор Венс
Віктор Венс (англ. Victor Vance) — вигаданий персонаж, протагоніст консольної ігри «Grand Theft Auto: Vice City Stories», брат Ленса Венса. Віктор також був показаний у вступному ролику «Grand Theft Auto: Vice City» під час операції з продажу кокаїну з Томмі Версетті, яка була зірвана. Вбитий людьми Діаса під час операції. У «Vice City Stories» озвучений Доріаном Міссік.
Віктор Венс — перший протагоніст у серії «Grand Theft Auto», що не має за плечима кримінального минулого на момент початку гри.

## Біографія

### Grand Theft Auto: Vice City Stories
У 1984 році капрал Венс прибуває в форт Бакстер міста Вайс-Сіті для продовження строкової служби, і надходить у підпорядкування сержанта Мартінесса, який виявляється тісно пов'язаним з кримінальним світом і використовує Віктора для своїх завдань. Виконуючи одне з його завдань Віктор, повернувшись в барак, виявляє, що Мартінес підставив його, і Віктора звільняють з армії. Тепер Віктор в пошуках грошей виконує завдання своїх нових друзів. Перші завдання дає Філ Кессіді — колишній військовий і відданий друг Віка, а також його родичі: сестра Луїза і її чоловіком Марті. Пізніше Марті знайомить Віктора зі своїм бізнесом, пов'язаним з рекетом, проституцією і відмиванням грошей. Але познайомившись ближче з Луїзою, Віктор закохується в неї і коли чоловік викрадає її, вбиває Марті і привласнює собі його бізнес.
Через якийсь час Віктору на пейджер, починають приходити загрози, новини від сім'ї і звістка про прибуття брата Віктора — Ленса. Віктор допомагає Ленсу освоїтися в місті, замість чого Ленс пропонує Віктору план помсти Мартінесу, на який Вік з небажанням погоджується. Віктор з Ленсом викрадають два військові вантажівки, доверху набитих наркотиками, з угоди Мартінеса і братів Мендес і ховають їх у купленому особняку Ленса на пляжі.
Брати Мендес залишаються незадоволені таким ходом подій і змушують братів Венс працювати на них, а тим часом Мартінес їде з Вайс-сіті за програмою захисту свідків. Віктор виконує всі доручення Мендесів, але замість подяки вони захоплюють Луїзу і намагаються вбити Віктора і Ленса. Прибувши в особняк Мендес Вік, вбиває Армандо Мендеса і виявляє пораненого Ленса і вмираючу Луїзу.
Поки Віктор виконував доручення Мендесів, в місто повернувся Мартінес, готовий розправитися з братами Венс, але Ленс готовий допомогти своєму братові, він знайшов Діаса — людину яка допоможе Віку знищити Дієго Мендеса.
Діас пропонує Віктору план як знищити Дієго Мендеса, який заважає справах Діаса.
На військовій базі Віктор з допомогою Філа Кессіді викрадає військовий вертоліт, на якому він тримає в облозі належить Мендеса будівлю в Даун-тауні, де в оточенні численних охоронців знаходиться Дієго Мендес. Але одному з людей Мендеса вдається збити вертоліт, Віктор висаджується на даху будівлі і в пошуках Дієго Віктор проникає в будинок. Мендес обманює Віктора, і поки той займався знищенням його охоронців, попрямував на дах, куди приземляється вертоліт Джеррі Мартінеса. Висадившись, Мартінес наказує пілоту атакувати Віктора з повітря, але Венс, збиває вертоліт і вбиває і Дієго Мендеса, та сержанта Джеррі Мартінеса. Після закінчення перестрілки прилітає спізнений Ленс і повідомляє Віку, що він роздобув велику партію наркотиків і готовий допомогти братові продати їх, але Віктор вмовляє брата відсидітися і утриматися від великих угод найближчим часом.

### Grand Theft Auto: Vice City
У 1986 році Віктор бере участь в операції з продажу наркотиків сім'ї Фореллі. Він встигає вимовити пару фраз, коли під час операції з продажу наркотиків його вбивають люди Діаса. Більше в цій грі він не фігурує, окрім як згадується розмовах Томмі з Ленсом.

### Кримінальна імперія
Протягом гри Grand Theft Auto: Vice City Stories Віктор Венс утворює свою кримінальну імперію, до управління якої пізніше приступає і Ленс. Спочатку «імперія» складається з захопленої нерухомості Марті Джея Вільямса. На перших кроках Віктору допомагає колишня дружина Марті, Луїза Кессіді-Вільямс. Пізніше Віктор починає боротися з конкуренцією і захоплює контрольні точки інших банд (Байкерів, Чолос, Акули) і утворює свою злочинне угрупування, що складається в основному з найманців.
Кожна кримінальна точка спеціалізується на одному з шести видів бізнесу: рекет, лихварство, сутенерство, наркоторгівля, грабежі, контрабанда. Самі точки являють собою будівлі, в основному складські приміщення, які Віктор обладнує під призначений вид діяльності.
Дохід від бізнесу Віктор отримує гроші щодня в один і той же час. Щоб заробити повагу в одному з видів бізнесу, Віктору необхідно виконати місію. При підвищеному повазі Віктор стане отримувати більше грошей від угоди.